# Tania Kambouri
Tania Kambouri (* 1983, Bochum) je německá policistka a také spisovatelka literatury faktu řeckého původu, která na sebe upozornila autentickou zpovědí ve knize Deutschland im Blaulicht: Notruf einer Polizistin (Piper-Verlag, 2015), ve které jako bochumská policistka podala syrovým způsobem reálný stav soužití s migranty v Německu, co se jejich agresivního chování, vzrůstajícího násílí a despektu k německé společnosti týče.

## Kritika migrantů a úřadů
Tania Kambouri kritizuje především mladé muslimy, kteří nemají před německou policií vůbec žádný respekt, o to větší uvidí-li před sebou ženu. V říjnu roku 2015 pak v rozhovoru s Christophem Heinemannem uvedla, že je takřka denně na ulici verbálně napadána mladými muslimy, při provedené dopravní kontrole agrese ještě dokonce vzrůstá.
Tania Kambouri také dodává, že je spolu s kolegou (např. Ulfem Küchem) kritizována, vyjádří-li se o cizincích hanebně, a to i z politických kruhů, odkud kritika hlavně vychází, neboť se jim to nehodí do krámu. Také v roce 2015 předhodila Spolkovému kriminálnímu úřadu (německy Das Bundeskriminalamt; zkr. BKA), že falšují skutečná čísla o páchané kriminalitě migrantů.

## Publikační činnost

### České a slovenské překlady z němčiny
- Německo očami policajtky: Tiesňové volanie. 1. vyd. Slovensko: Vydavateľstvo Tatran, 2016. 176 S. Překlad: Marián Kabát
- Policistka volá o pomoc: problém s integrací nelze vyřešit na ulici. 1. vyd. Praha: Ikar, 2016. 203 S. Překlad: Rudolf Řežábek

## Citát
„Importovali jsme si kriminalitu, kterou jsme dříve neměli. (přeloženo z orig. 'Wir haben uns Kriminalität importiert, die wir vorher nicht hatten.')“